# حقوق الإنسان في تركيا

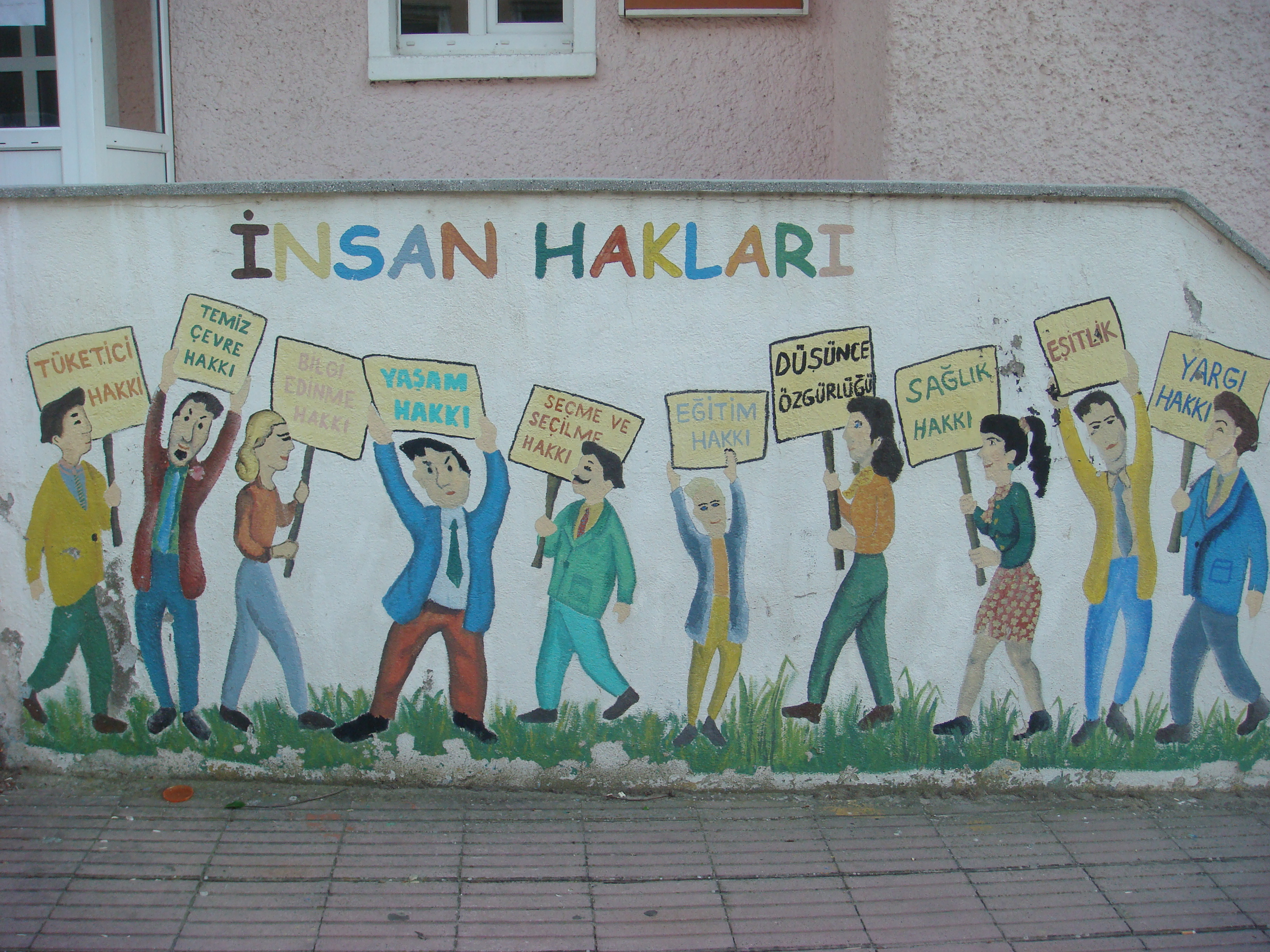
جدارية تصور حقوق الإنسان في تركيا. الحقوق المذكورة هي: حقوق الاستهلاك، والحق في بيئة نظيفة، والحق في الحصول على المعلومات، والحق في الحياة، وحقوق التصويت، والحق في التعليم، حرية الفكر، والحق في الصحة، المساواة.

تتم حماية حقوق الإنسان في تركيا من خلال مجموعة متنوعة من معاهدات القانون الدولي، والتي لها الأسبقية على التشريعات المحلية، وفقًا للمادة 90 من دستور 1982 والعهد الدولي الخاص بالحقوق المدنية والسياسية لم يوقع من قبل تركيا حتى عام 2000.
وكانت مسألة حقوق الإنسان ذات أهمية عالية بالنسبة للمفاوضات مع الاتحاد الأوروبي (اختصارًا:EU)، حيث تشمل قضايا حقوق الإنسان بشكل خاص كوضع الأكراد في تركيا. والصراع الكردي التركي قد يسبب انتهاكات العديد من حقوق الإنسان على مر السنين.
هناك جدل مستمر في البلاد على الحق في الحياة وحرية التعبير، وكذلك حرية الدين والتجمع وتكوين الجمعيات.
حيث لا تزال تركيا تحتفظ بقوانين يُنظر إليها ضد حقوق الإنسان، مثل حظر حصول الأقليات على التعليم الابتدائي بلغتهم الأم.
وتعتبر الأقلية الأكبر في البلاد من الأكراد، والتي تشكل 15٪ من مجموع السكان، ليس لديهم الحق في تقرير المصير على الرغم من أن تركيا وقعت على العهد الدولي الخاص بالحقوق المدنية والسياسية.
في مارس / آذار 2017، اتهمت الأمم المتحدة الحكومة التركية بـ «الدمار الشامل والقتل والعديد من الانتهاكات الخطيرة لحقوق الإنسان» ضد الأقلية الكردية.

## حقوق عرقية
على الرغم من أن تركيا هي أرض التنوع العرقي واللغوي والديني ليس فقط للأتراك والأكراد والأرمن، ولكن أيضًا، للعلويين، والايزيديين، والآشوريين، والرومانيين واليونانيين، والقوقازيين وكذلك اليهود، حيث يعتبر تاريخ الدولة واحدا من أساليب القمع الشديد للأقليات باسم القومية.(انظر الديموغرافيا التركية).
وفقا للمادة 66 من الدستور التركي، «كل شخص ملزم للدولة التركية من خلال رابطة المواطنة هو تركي». حيث يؤكد الدستور على مبدأ عدم قابلية تجزئة الأمة التركية، دولة الأمة والمواطنة الدستورية التي لا تستند إلى العرق. وبالتالي، تشير كلمة «تركي» بشكل قانوني إلى جميع مواطني تركيا، على الرغم أن التفسير الفردي يمكن أن يكون أكثر محدودية. وفقا للدستور، لا توجد حقوق الأقليات لأن جميع المواطنين هم من الأتراك. هذه المادة الدستورية تتجاهل حقوق الأقليات العرقية والدينية الأساسية. على الرغم من أن معاهدة «لوزان»، قبل إعلان الجمهورية، تضمن بعض الحقوق للأقليات غير المسلمة، فقد اعترفت تركيا من الناحية العملية فقط بالأرمن واليونانيين واليهود كأقليات واستبعدت مجموعات غير مسلمة أخرى، مثل الأشوريين واليزيديين، من وضع الأقلية وهذه الحقوق، يمكن أن تؤدي للدعوة لحماية حقوق الأقليات إلى ملاحقات قضائية حيث أن عددًا من الأحكام في القانون التركي تحظر إنشاء أقليات أو تزعم وجودها، مثل المادة 81 من قانون الأحزاب السياسية.

## حقوق العمال
يؤكد الدستور حق العمال لتشكيل نقابات بدون الحصول على إذن وامتلاك الحق في أن يصبح عضوا في الاتحاد والانسحاب من العضوية بحرية (المادة 51). المادتان 53 و54 تؤكد حق العمال في المفاوضة الجماعية والإضراب ويحظر القانون إضراب موظفي الخدمة المدنية، والعاملين في القطاع العام ومجال حماية الأرواح والممتلكات، والعمال في صناعات التعدين كالفحم والبترول، وخدمات الصرف الصحي، والدفاع الوطني، والخدمات المصرفية، والتعليم؛ ومع ذلك، قام العديد من العمال في هذه القطاعات بإضرابات في انتهاك لهذه القيود مع إفلات عام من العقاب.
يحظر قانون العمل على القادة النقابيين أن يصبحوا ضباطا أو أداء واجبات لأحزاب سياسية أو من يعملون أو يشاركون في تشغيل أي مشروع ربحي. قدر معظم خبراء العمل في البلاد أن حوالي 20 في المائة من العمال المأجورين والأجور في القوى العاملة كانوا أعضاء في النقابات.
وضع قانون العمل لعام 2003 أسبوع عمل لمدة 45 ساعة، وحظر التمييز على أساس الجنس أو الدين أو الانتماء السياسي، واستحقاق التعويض في حالة الانتهاء دون سبب وجيه. كما نص على أن ساعات العمل اليومية لا يمكن أن تتجاوز 11 ساعة.
تمتلك تركيا نظامًا قياسيًا للمعاشات التقاعدية الحكومية يعتمد على النماذج الأوروبية منذ الثلاثينيات. علاوة على ذلك، منذ عام 1999، لدى تركيا نظام تأمين ضد البطالة تابع للدولة، بموجب القانون 4447 الإلزامي لجميع العمال المعلنين.

## قراءة إضافية
- "Obligations under the International Covenant on Civil and Political Rights", Republic of Turkey. Jubilee Campaign
- Human Rights in Turkey: Assaults on Human Dignity. Springer. ISBN:9783030574765.

## وصلات خارجية
- US Department of State: Bureau for Democracy, Human Rights and Labor
- European Commission for Enlargement
  - Progress Reports on Turkey (1998 - 2005)
  - Progress Report 2009
- Turkey Press Freedom Human Rights Watch Reports on Turkey نسخة محفوظة 13 مايو 2014 على موقع واي باك مشين.
- Amnesty International Library
- Progress Reports on Turkey نسخة محفوظة 29 أكتوبر 2020 على موقع واي باك مشين.
- http://www.mazlumderistanbul.org نسخة محفوظة 12 مارس 2012 على موقع واي باك مشين.
- Questions and Answers; Human Rights in Turkey, Human Rights Agenda Association
- The Turkish Spring: Lawyers Rounded Up